# Interpol
 Ovo je glavno značenje pojma Interpol. Za druga značenja pogledajte Interpol (razdvojba).
Međunarodna kriminalističko-policijska organizacija INTERPOL, poznata i kao ICPO stvorena je 1923. u svrhu međunarodne kriminalističko-policijske suradnje. Riječ Interpol, prvotno tek telegrafska adresa ove organizacije, službeno je postala dijelom njena imena 1956. godine.
Interpol je druga najveća međunarodna organizacija u svijetu, nakon Ujedinjenih naroda; trenutno u njenu radu sudjeluje 190 država članica. Financirana je godišnjim prilozima država članica, od kojih godišnje prima oko 40 milijuna € (manje nego EUROPOL, koji prima oko 60 milijuna). Sjedište organizacije je u Lyonu, Francuska, a predsjednica Interpola trenutno je Mireille Ballestrazzi iz Francuske. Trenutni tajnik, u trećem mandatu na tom mjestu, Amerikanac Ronald K. Noble, prvi je neeuropljanin na tom položaju.
Zbog politički neutralne uloge koju izvršava, Ustav Interpola ne dozvoljava sudjelovanje u unutardržavnim kriminalističkim akcijama, te razrješavanju političkih, vojnih, vjerskih ili rasnih zločina. Rad Interpola usredotočen je na javnu sigurnost, antiterorizam, suzbijanje organiziranog kriminala, krijumčarenja, trgovanja ljudima, pranja novca, dječje pornografije, financijskog te high-tech zločina, te korupcije.
Od listopada 2001. godine, Interpol zapošljava 224 zaposlenika iz 54 države, od čega 112 policajaca i 112 civila. Istog mjeseca, Interpol je počeo tranziciju s rada od 9 do 5 u organizaciju koja djeluje 24-7, dakle non-stop, povećavajući tako djelotvornost.
2001., više od 1 400 ljudi uhićeno je ili locirano djelovanjem Interpola.

## Vanjske poveznice
Službena stranica organizacije Interpol
Neslužbena stranica s informacijama